# Groppertal
Das Groppertal ist ein vom Landratsamt Villingen am 11. November 1957 durch Verordnung ausgewiesenes Landschaftsschutzgebiet auf dem Gebiet der Stadt Villingen-Schwenningen und der Gemeinde Unterkirnach.

## Lage
Das Groppertal liegt nordwestlich von Villingen zwischen Mönchweiler und Unterkirnach im Brigachtal. Es beginnt an der Gemeindegrenze zwischen St. Georgen und Unterkirnach und endet am Bahnhof Kirnach. Es gehört naturräumlich zum Südöstlichen Schwarzwald.

## Landschaftscharakter
Das Brigachtal ist zwischen dem Breitbrunnenbach und dem Gropperhof durch offene Feuchtbiotope, Wiesen und Weiden geprägt. Auch das Seitental des Wannendobelbachs im Norden des Gebiets ist durch landwirtschaftliche Nutzung offengehalten. Im Übrigen ist das Gebiet weitgehend bewaldet, und offenere Bereiche beschränken sich auf den unmittelbaren Überschwemmungsbereich der Brigach. Durch das Gebiet verlaufen die Trasse der Schwarzwaldbahn und die Kreisstraße 5715.

## Zusammenhängende Schutzgebiete
Im Norden reichen das FFH-Gebiet Baar, Eschach und Südostschwarzwald und das Vogelschutzgebiet Baar bis in das Landschaftsschutzgebiet. Das Gebiet liegt im Naturpark Südschwarzwald.